# Lillandet
Lillandet [ˈlillandət] (finn. Pikku-Nauvo) ist eine 38 km² große Insel im Schärenmeer vor der Südwestküste Finnlands. Sie liegt ca. 30 km Luftlinie südwestlich von Turku und gehört verwaltungsmäßig zur Stadt Pargas (Parainen). Bis 2008 war Lillandet ein Teil der ehemaligen Gemeinde Nagu (Nauvo). Auf Lillandet liegen die Dörfer Prostvik, Simonby, Vikom, Dalkarby und Gyttja. Die wichtigsten Nachbarinseln sind Stortervolandet im Osten, Kirjais im Süden und Storlandet im Westen. Storlandet und Kirjais sind über Brücken erreichbar, nach Stortervolandet besteht eine Fährverbindung. Der Name Lillandet bedeutet auf Schwedisch „kleines Land“.